# Bianca di Navarra (regina di Sicilia)
Bianca di Navarra o Bianca I di Navarra o Bianca di Évreux (Pamplona, 6 luglio 1387 – Santa María la Real de Nieva, 3 aprile 1441) è stata regina di Sicilia, d'Aragona e di Navarra.
Fu regina consorte di Sicilia dal 1402 al 1409, in quanto seconda moglie di Martino il Giovane. Dopo la morte del marito, fu dichiarata reggente dal suocero, Martino il Vecchio, che aveva ereditato il trono di Sicilia dal figlio.
Bianca sposò poi il futuro re di Aragona Giovanni II, con il quale condivise il trono dal 1425 alla morte.
Dagli storiografi siciliani è chiamata semplicemente la regina Bianca.

## Biografia

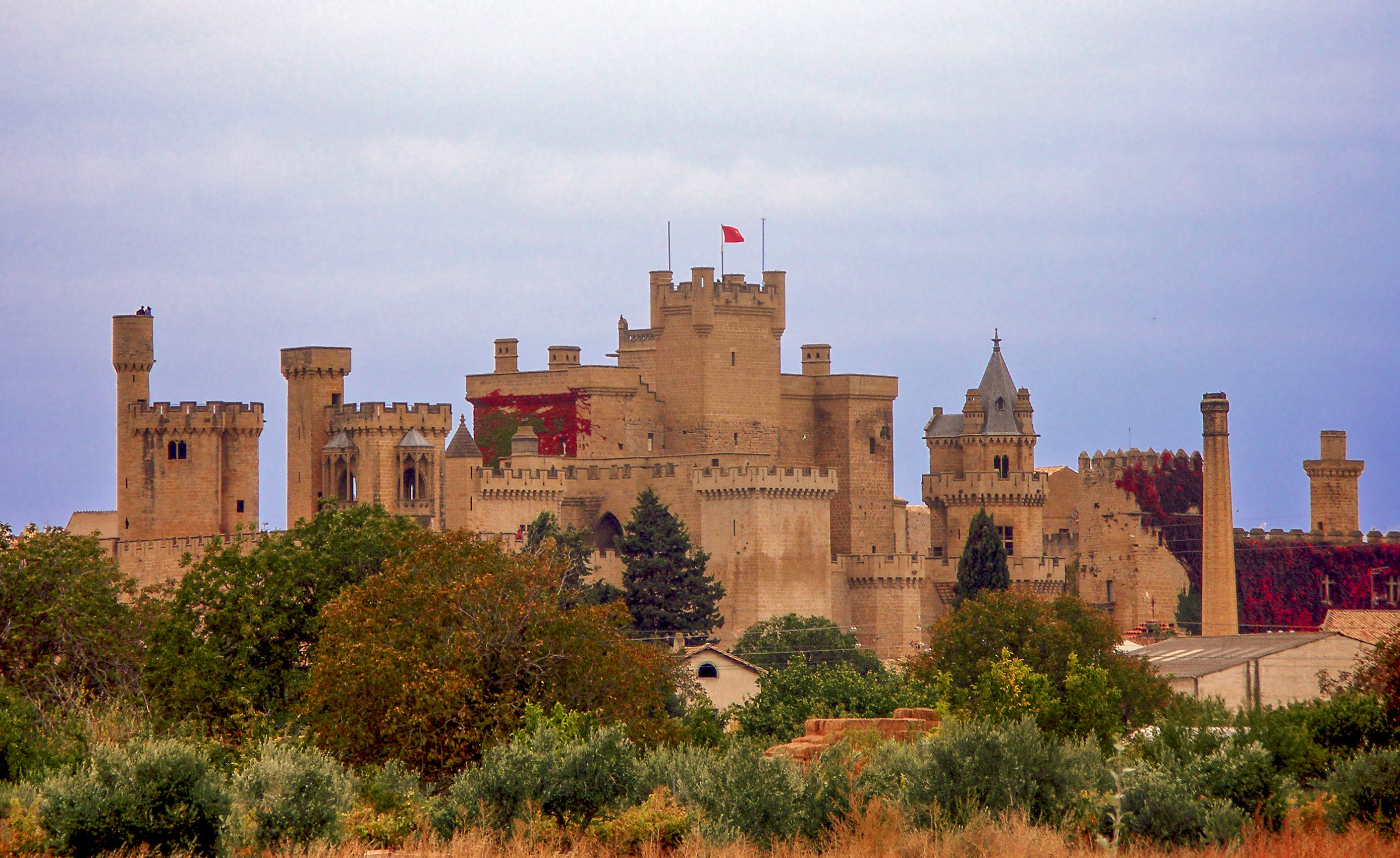
Il castello di Olite

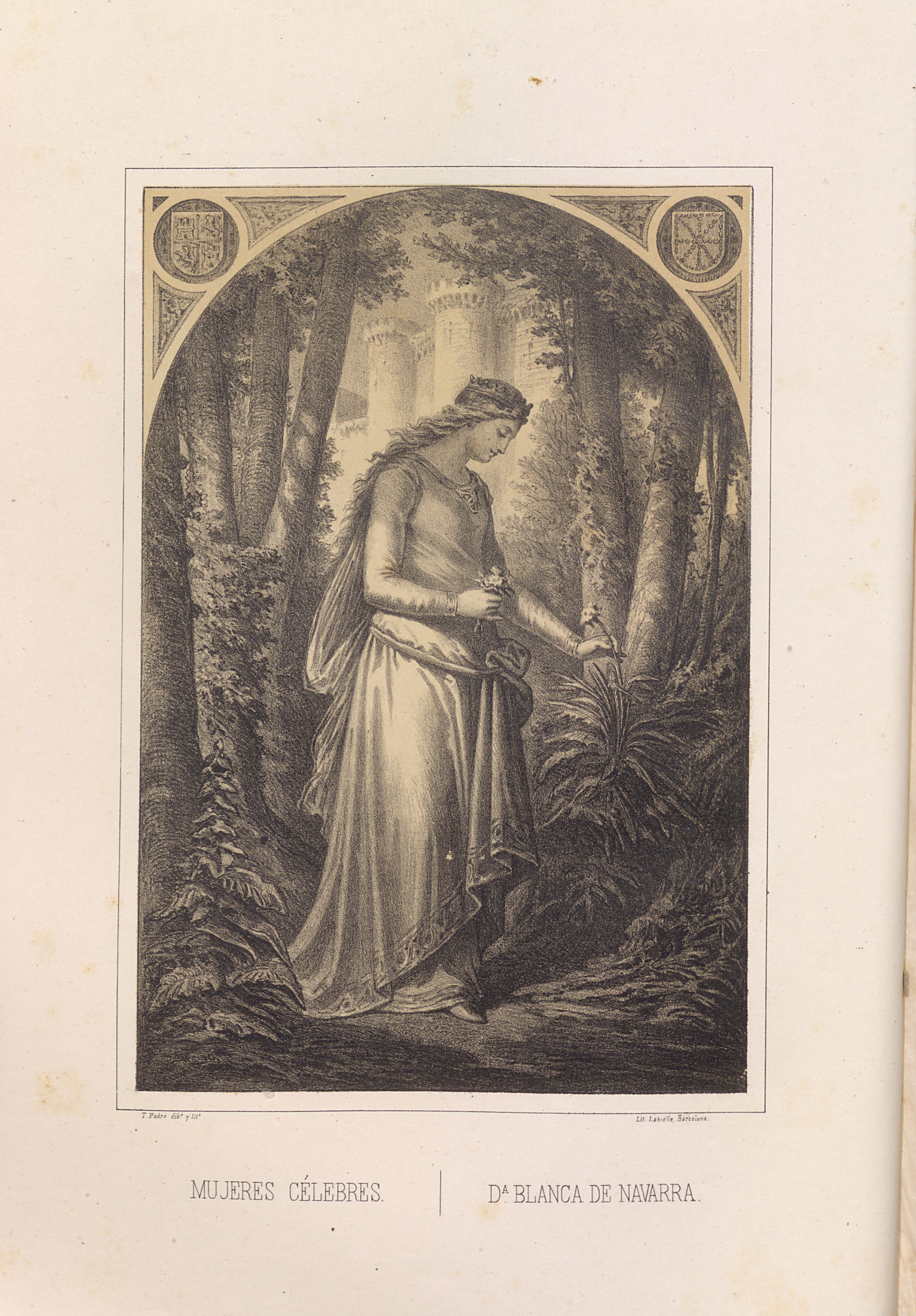
La regina Bianca, reggente di Sicilia

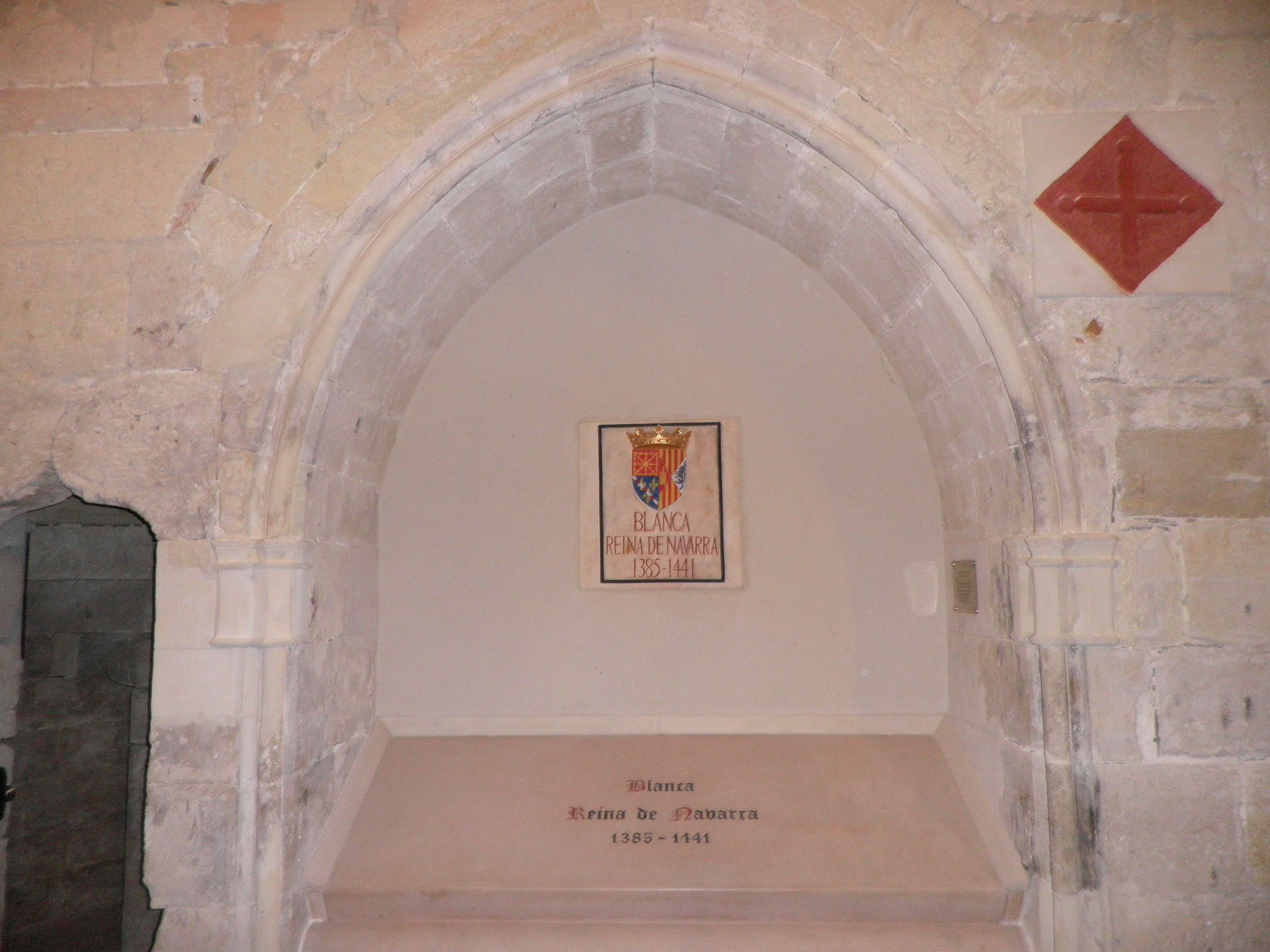
Tomba della regina in Santa María la Real de Nieva

Terzogenita del re di Navarra, conte di Évreux e duca di Nemours, Carlo III il Nobile e di Eleonora Enriquez, secondogenita del re di Castiglia e León Enrico II di Trastamara, e di Giovanna Manuele.
A Catania il 21 maggio 1402 sposò per procura Martino il Giovane, unico re di Sicilia, da quando era morta nel 1401 la regina Maria di Sicilia (figlia del re Federico IV).
Nel dicembre di quello stesso anno, dopo che tra agosto e ottobre erano deceduti i due fratelli maschi, mentre la sorella maggiore, Giovanna, veniva dichiarata ufficialmente erede al trono di Navarra, Bianca fu riconosciuta seconda nella linea di successione al trono.

### Regina di Sicilia
Bianca raggiunse la Sicilia nell'autunno del suddetto anno e il 26 dicembre 1402 Bianca celebrò il matrimonio effettivo con Martino il Giovane (figlio primogenito del re di Aragona Martino I il Vecchio e della sua prima moglie Maria de Luna). Bianca, divenuta regina di Sicilia, prese possesso il 17 luglio 1404 della Camera Reginale, spettante alla moglie del sovrano, costituita dai possedimenti di Siracusa, Paternò, Mineo, Vizzini, Lentini, Francavilla e Randazzo.
Quando il marito, nell'estate del 1408, a Messina su richiesta di suo padre, Martino I il Vecchio organizzò un esercito per riconquistare agli aragonesi la Sardegna, la giovane Bianca venne nominata reggente del regno di Sicilia ("vicaria") ed esercitò il potere reale con un certo polso, lottando contro alcuni nobili che volevano approfittarsi dell'assenza del re.
Martino il Giovane arrivò in Sardegna, nell'ottobre del 1408, e il giudice di Arborea e visconte di Narbona Guglielmo III marciò verso Cagliari dove l'esercito aragonese aveva la base. Gli eserciti si scontrarono a Sanluri il 4 luglio 1409, dove Martino vinse la battaglia e gli alleati del sovrano, i genovesi, dovettero lasciare l'isola e il giudicato tornò a essere vassallo dell'Aragona; però Martino il Giovane contrasse la malaria, il 25 luglio morì e fu sepolto nel duomo di Cagliari.
Dopo la morte di Martino il Giovane, suo padre, Martino I di Aragona, divenne anche re di Sicilia con il nome di Martino II e confermò la nuora, Bianca, come "vicaria" del regno, dichiarandola reggente.
A Parigi, sempre nel 1409, Bianca si fidanzò con Ludovico di Baviera detto il Barbuto (1368-1447), figlio primogenito di Stefano III di Baviera, duca di Baviera-Ingolstadt e di Taddea Visconti. L'accordo fu però rotto prima della fine dell'anno e il matrimonio non si tenne.
Nel 1410 Bianca venne promessa a Edoardo III di Bar, figlio del duca Roberto I e di Maria di Francia.
Quando l'anno successivo Martino I di Aragona morì la giovane Bianca si trovò a lottare con il potente Bernardo Cabrera, conte di Modica, che voleva sposarla per impadronirsi di tutta la Sicilia.
Si formarono due partiti avversi: quello della regina Bianca, con i suoi fedeli Sancio Ruiz de Lihori, Antonio Moncada, Enrico IV Rosso, Riccardo Filangieri e Vitale Valguarnera; il secondo guidato dall'influente Cabrera, con Giovanni Montalto, Antonio Barresi e altri.
Nel mese di maggio del 1411 la regina soggiornò presso il castello di Polizzi Generosa (oggi in provincia di Palermo), dove ancora permane tra le mura del castello il suo stemma; protetta dal nuovo conte e "maestro razionale" del regno, Bartolomeo Gioieni, scrisse alcune lettere ai suoi fedelissimi.
Nel luglio 1413, alla morte della sorella Giovanna, Bianca divenne anche erede al trono di Navarra.
Anche il matrimonio con Edoardo III di Bar non andò in porto perché il duca, nell'ottobre 1415, fu ucciso nella Battaglia di Azincourt.
Bianca, intanto, lasciò la Sicilia in quello stesso 1415 per rientrare in Navarra, dove, essendo la maggiore delle figlie superstiti, il 28 ottobre 1416, a Olite, suo padre, Carlo III il Nobile, la nominò ufficialmente principessa ereditaria di Navarra.
Dopo l'accordo del 5 novembre 1419, Bianca, il 5 dicembre del medesimo anno, sposò per procura, a Olite, il duca di Peñafiel e futuro re di Aragona, Giovanni, figlio secondogenito di Ferdinando I. Giovanni si recò in Navarra per incontrare Bianca e il 10 giugno del 1420, il matrimonio fu celebrato nella cattedrale di Pamplona.

### Regina regnante di Navarra
Alla morte del padre Carlo III, nel 1425, Bianca divenne regina di Navarra unitamente al marito Giovanni. I due furono incoronati a Pamplona, il 15 maggio 1429.
Bianca lasciò il governo nelle mani del consorte, che in quegli anni era coinvolto nelle questioni interne della Castiglia assieme al fratello, Enrico (erano detti gli infanti d'Aragona), e dopo le sconfitte subite, nel periodo 1428-1429, la Navarra dovette cedere alla Castiglia alcune zone di confine. Dopo essere stato in prigione, Giovanni fu esiliato dalla Castiglia con Enrico e i due seguirono il loro fratello, il re d'Aragona, Alfonso V, nell'impresa italiana, dove furono sconfitti e catturati dai genovesi nella battaglia di Ponza, e quindi consegnati al duca di Milano Filippo Maria Visconti.
Il 15 febbraio 1437 il re di Francia Carlo VII, concesse alla sovrana il ducato di Nemours, che era stato di suo padre.
Bianca morì il 3 aprile 1441 a Santa María la Real de Nieva, in Castiglia, dove il marito Giovanni era rientrato per riprendere la guerra civile accanto al fratello Enrico contro il conestabile del regno, Álvaro de Luna, lasciando il governo della Navarra al figlio maggiore, Carlo.
Bianca fu tumulata nella chiesa del monastero di Nuestra Señora de la Soterraña di Santa María la Real de Nieva.
Alla morte di Bianca, Giovanni II, seguendo le disposizioni testamentarie della moglie (in cui, secondo le volontà di suo padre, Carlo III il Nobile, asseriva che il figlio Carlo non doveva assumere il titolo regale sinché il padre Giovanni fosse rimasto in vita) usurpò il trono navarrese al figlio Carlo, lasciando a lui solo il rango di governatore.
Questa situazione tra padre e figlio, portò alla guerra civile, che ebbe inizio nel 1451.

## Discendenza
Bianca a Martino I di Sicilia diede un solo figlio, morto precocemente:
- Martino d'Aragona (1406-1407).

Bianca di Navarra e Giovanni II di Aragona ebbero la seguente prole:
- Carlo di Navarra (1421-1461), principe di Viana, che salì sul trono di Navarra alla morte della madre;
- Giovanna di Aragona (1423-1425);
- Bianca di Aragona o di Navarra (1424-1464), che, nel 1440 sposò Enrico IV di Castiglia, divenendo regina consorte. Divorziò nel 1553 e dopo la morte del fratello, fu regina, de jure, di Navarra ma i familiari (il padre e la sorella Eleonora) la imprigionarono, e venne in seguito uccisa per avvelenamento;
- Eleonora (1425-1479), sposò, nel 1436 il conte di Foix Gastone IV, e, alla morte del padre, divenne regina di Navarra.

## Ascendenza
|                        |                         |                                | Genitori                         |  |  | Nonni |  |  | Bisnonni               |  |  | Trisnonni      |  |
|                        |                         |                                |                                  |  |  |       |  |  | Filippo III di Navarra |  |  | Luigi d'Évreux |  |
|                        |                         |                                |                                  |  |  |       |  |  | Filippo III di Navarra |  |  | Luigi d'Évreux |  |
|                        |                         | Margherita d'Artois            |                                  |  |  |       |  |  | Filippo III di Navarra |  |  |                |  |
| Carlo II di Navarra    |                         |                                |                                  |  |  |       |  |  | Filippo III di Navarra |  |  |                |  |
|                        |                         | Giovanna II di Navarra         | Luigi X di Francia               |  |  |       |  |  |                        |  |  |                |  |
|                        |                         | Giovanna II di Navarra         | Luigi X di Francia               |  |  |       |  |  |                        |  |  |                |  |
|                        |                         | Giovanna II di Navarra         | Margherita di Borgogna           |  |  |       |  |  |                        |  |  |                |  |
| Carlo III di Navarra   |                         | Giovanna II di Navarra         |                                  |  |  |       |  |  |                        |  |  |                |  |
|                        |                         | Giovanni II di Francia         | Filippo VI di Francia            |  |  |       |  |  |                        |  |  |                |  |
|                        |                         | Giovanni II di Francia         | Filippo VI di Francia            |  |  |       |  |  |                        |  |  |                |  |
|                        |                         | Giovanni II di Francia         | Giovanna di Borgogna             |  |  |       |  |  |                        |  |  |                |  |
| Giovanna di Valois     |                         | Giovanni II di Francia         |                                  |  |  |       |  |  |                        |  |  |                |  |
|                        |                         | Bona di Lussemburgo            | Giovanni I di Boemia             |  |  |       |  |  |                        |  |  |                |  |
|                        |                         | Bona di Lussemburgo            | Giovanni I di Boemia             |  |  |       |  |  |                        |  |  |                |  |
|                        |                         | Bona di Lussemburgo            | Elisabetta di Boemia             |  |  |       |  |  |                        |  |  |                |  |
| Bianca di Navarra      |                         | Bona di Lussemburgo            |                                  |  |  |       |  |  |                        |  |  |                |  |
|                        | Alfonso XI di Castiglia | Ferdinando IV di Castiglia     |                                  |  |  |       |  |  |                        |  |  |                |  |
|                        | Alfonso XI di Castiglia | Ferdinando IV di Castiglia     |                                  |  |  |       |  |  |                        |  |  |                |  |
|                        | Alfonso XI di Castiglia | Costanza del Portogallo        |                                  |  |  |       |  |  |                        |  |  |                |  |
| Enrico II di Castiglia | Alfonso XI di Castiglia |                                |                                  |  |  |       |  |  |                        |  |  |                |  |
|                        |                         | Eleonora di Guzmán             | Pedro Núñez di Guzmán            |  |  |       |  |  |                        |  |  |                |  |
|                        |                         | Eleonora di Guzmán             | Pedro Núñez di Guzmán            |  |  |       |  |  |                        |  |  |                |  |
|                        |                         | Eleonora di Guzmán             | Giovanna Fernández Ponce de León |  |  |       |  |  |                        |  |  |                |  |
| Eleonora di Castiglia  |                         | Eleonora di Guzmán             |                                  |  |  |       |  |  |                        |  |  |                |  |
|                        |                         | Giovanni Emanuele di Castiglia | Manuele di Castiglia             |  |  |       |  |  |                        |  |  |                |  |
|                        |                         | Giovanni Emanuele di Castiglia | Manuele di Castiglia             |  |  |       |  |  |                        |  |  |                |  |
|                        |                         | Giovanni Emanuele di Castiglia | Beatrice di Savoia               |  |  |       |  |  |                        |  |  |                |  |
| Giovanna Manuele       |                         | Giovanni Emanuele di Castiglia |                                  |  |  |       |  |  |                        |  |  |                |  |
|                        |                         | Bianca de La Cerda y Lara      | Fernando de la Cerda             |  |  |       |  |  |                        |  |  |                |  |
|                        |                         | Bianca de La Cerda y Lara      | Fernando de la Cerda             |  |  |       |  |  |                        |  |  |                |  |
|                        |                         | Bianca de La Cerda y Lara      | Giovanna Núñez de Lara           |  |  |       |  |  |                        |  |  |                |  |
|                        |                         | Bianca de La Cerda y Lara      |                                  |  |  |       |  |  |                        |  |  |                |  |